# Seifenformel
Die Seifenformel diente der Ermittlung des kalkulatorischen Unternehmerlohns. Sie wurde von 1940 an in der seifenverarbeitenden Industrie angewandt. Aufgrund ihrer Schlichtheit wurde sie gern auch in anderen Branchen verwendet.
{\displaystyle \mathrm {Kalkulatorischer~Unternehmerlohn} =18\cdot {\sqrt {\mathrm {Umsatz} }}}
Die Formel ist nicht mehr zeitgemäß. Seit 1940 (RM-Zeit) haben sich die Umsatz- und Wertverhältnisse durch die Währungsreform 1948, die Euro-Umstellung (1999/2002) und die wirtschaftliche Entwicklung erheblich verändert. Verglichen mit heutigen realen Unternehmerlöhnen (vgl. BBE-Studien, Kienbaum-Gutachten) liefert die Formel zu niedrige Werte.
Die BGH-Rechtsprechung verbietet formelhafte Pauschalierungen des kalkulatorischen Unternehmerlohnes. Sie erwartet eine individuelle Ermittlung abhängig von der Branche, der Umsatzhöhe, der Mitarbeiterzahl, der Gewinnsituation, den Anteilsverhältnissen u. a.